# Valverde (Hiszpania)
Valverde – gmina w Hiszpanii, w prowincji Santa Cruz de Tenerife, we wspólnocie autonomicznej Wysp Kanaryjskich, o powierzchni 103,65 km². W 2011 roku gmina liczyła 5075 mieszkańców.